# 아프리카인
아프리카인(-人)은 아프리카에 거주하는 사람들을 지칭한다.

## 같이 보기
- 아프리카계 미국인
- 흑인
- 아프리카의 인구(en)